# Mysmenella menglunensis
Mysmenella menglunensis is een spinnensoort in de taxonomische indeling van de Mysmenidae.
Het dier behoort tot het geslacht Mysmenella. De wetenschappelijke naam van de soort werd voor het eerst geldig gepubliceerd in 2008 door Lin & S. Q. Li.